# Arnold Escher von der Linth
Arnold Escher (von der Linth), född 8 juni 1807 i Zürich, död där 12 juli 1872, var en schweizisk geolog, son till Hans Konrad Escher von der Linth.
Escher von der Linth blev professor vid universitetet i Zürich 1852 och 1856 tillika vid Polytechnikum. Han är bekant för sina undersökningar över Alpernas geologiska förhållanden. Tillsammans med Bernhard Studer utgav han Geologische Karte der Schweiz i skalan 1:380 000 (1853).